# Sempre più difficile
Sempre più difficile è un film del 1943 diretto da Piero Ballerini.
Il soggetto è tratto dalla commedia Sua Eccellenza di Falcomarzano di Nino Martoglio.

## Trama
Sicilia, agli inizi del secolo in pieno regime parlamentare, fra deputati squattrinati ed astuti. Tra questi c'è Raimondo di Falcomarzano, un principe che vive di espedienti; molto astuto e avendo capito che gli elettori sono ingenui, si avvale della sua abilità di oratore di buoni principi e ideali sociali. Dopo aver conquistato e interessato un ricco imprenditore con aleatorie imprese arriva addirittura a far sposare sua figlia con il figlio dell'imprenditore.